# Nikšićko polje
Nikšićko  polje (serb. Никшићко поље) – polje w północno-zachodniej Czarnogórze, w okolicach Nikšicia.

## Opis
Zajmuje powierzchnię 48 km². Jego wysokość bezwzględna waha się w przedziale 600–660 m n.p.m. Przepływa przez nie rzeka Zeta wraz ze swoimi dopływami Moštanicą i Gračanicą.
Przez polje przebiegają droga Podgorica – Danilovgrad – Nikšić i linia kolejowa Podgorica – Nikšić. Jego najważniejszą miejscowością jest Nikšić.